# Wilhelm Mechov (Mediziner)
Wilhelm Mechov (auch: Wilhelm Mechow und Guilielmus Mechovius sowie Wilhelm Mechovius; * 26. Dezember 1654 in Celle; † 22. Juli 1712 in Clausthal oder Zellerfeld) war ein deutscher Bergmedikus. Seine Korrespondenz mit Gottfried Wilhelm Leibniz zählt zum Weltdokumentenerbe der UNESCO.

## Leben
Der am 5. Januar 1655 in Celle getaufte Wilhelm Mechov studierte ab 1773 an der Universität Helmstedt. Dort wirkte er zeitweilig als Respondent.
Ab 1679 studierte Mechov an der Universität Leiden.
Ab 1681 bis hinein in sein Todesjahr wirkt er als Bergmedikus in Clausthal und Zellerfeld. Dort stand er beispielsweise 1711 dem Münzmeister und Kommunalpolitiker Rudolf Bornemann in seinen letzten Wochen bei.
1689 heiratete Mechov die Anna Elisabeth Jordan aus Clausthal.